# Villechétive
Villechétive település Franciaországban, Yonne megyében. Lakosainak száma 261 fő (2022. január 1.). Villechétive Cerisiers, Bussy-en-Othe, Arces-Dilo, Dixmont és Vaudeurs községekkel határos.

## Népesség
A település népessége az elmúlt években az alábbi módon változott:
| Lakosok száma | 236  | 238  | 240  | 241  | 246  | 250  | 249  | 252  | 261  |
|               | 2013 | 2015 | 2016 | 2017 | 2018 | 2019 | 2020 | 2021 | 2022 |